# Atatürk Kültür Merkezi (Istanbul)
Das neue Atatürk-Kulturzentrum in Istanbul ist die größte Kultureinrichtung ihrer Art in der Türkei. Das Gebäude ersetzte das alte Atatürk-Kulturzentrum, das im Mai 2018 abgerissen wurde. Es wurde am 29. Oktober 2021 (Nationalfeiertag in der Türkei) eröffnet, zum Auftakt konzertiert am 31. Oktober das London Symphony Orchestra.

## Vorgeschichte

### Idee
Die Idee eines neuen Kulturzentrums in Istanbul kam erstmals 2005 auf. Der damalige Kultur- und Tourismusminister Atilla Koç wies darauf hin, dass die Bausubstanz des Gebäudes nicht zuletzt wegen vernachlässigten Unterhaltsarbeiten sehr schlecht sei. Deshalb riet er, das Atatürk-Kulturzentrum abzureißen und das Areal für ein Einkaufszentrum und ein großes Parkhaus zu nutzen. Sein Vorhaben stieß auf großen Widerstand, weil das Gebäude unter Denkmalschutz stand und ohnehin eine der wenigen verbliebenen Kultureinrichtungen war. Zahlreiche Demonstrationen vor dem Gebäude folgten. Bei einer Pressekonferenz 2006 meinte Atilla Koç, dass er nach wie vor darauf bestehe, das Gebäude abzureißen. Auf dem Areal solle aber ein „viel größerer, mit neuster Technologie ausgestatteter Komplex“ entstehen. Auch diese Idee musste er verwerfen. Schlussendlich schlug er vor, eine umfassende Sanierung vorzunehmen. Noch im selben Jahr wurde dafür eine Machbarkeitsstudie begonnen.
2007 veröffentlichte der Kultur- und Tourismusminister die Ergebnisse. Die Kosten für eine Sanierung hätten 690 Millionen Türkische Lira (TRY) betragen, ein Neubau (mit Erweiterungen) 795 Millionen TRY. Das Ministerium verwies darauf, dass bei einem Neubau ein größeres Gebäude gebaut werden könne und weniger Zeit verloren gehe. Die relativ kleine Differenz von 105 Millionen TRY führte dazu, dass entschieden wurde, das Gebäude abzureißen.

### Erster Anlauf (2008)
Im Jahr 2008 teilte das Kultur- und Tourismusministerium dem Staatstheater (delvlet tiyatrosu), der Staatsoper (devlet operası) und dem Chor der Klassischen Türkischen Musik (klasik türk müziği korosu) – den letzten im Atatürk-Kulturzentrum aktiven Gruppen – mit, dass sie wegen einer bevorstehenden Sanierung für 17 Monate an einen anderen Ort ausweichen müssten. Damit wurde indirekt der Start des Umbaus bekanntgegeben. Ziel war es, die Sanierung bis 2010 abgeschlossen zu haben, weil Istanbul 2010 Kulturhauptstadt Europas wurde.
Ein Gericht stoppte das Projekt vor dem Baubeginn. Der Verein Kültür Sanat-Sen hatte geklagt, die „ursprünglichen, charakteristischen Merkmale des alten Gebäudes“ gingen verloren.

### Zweiter Anlauf (2012–2013)

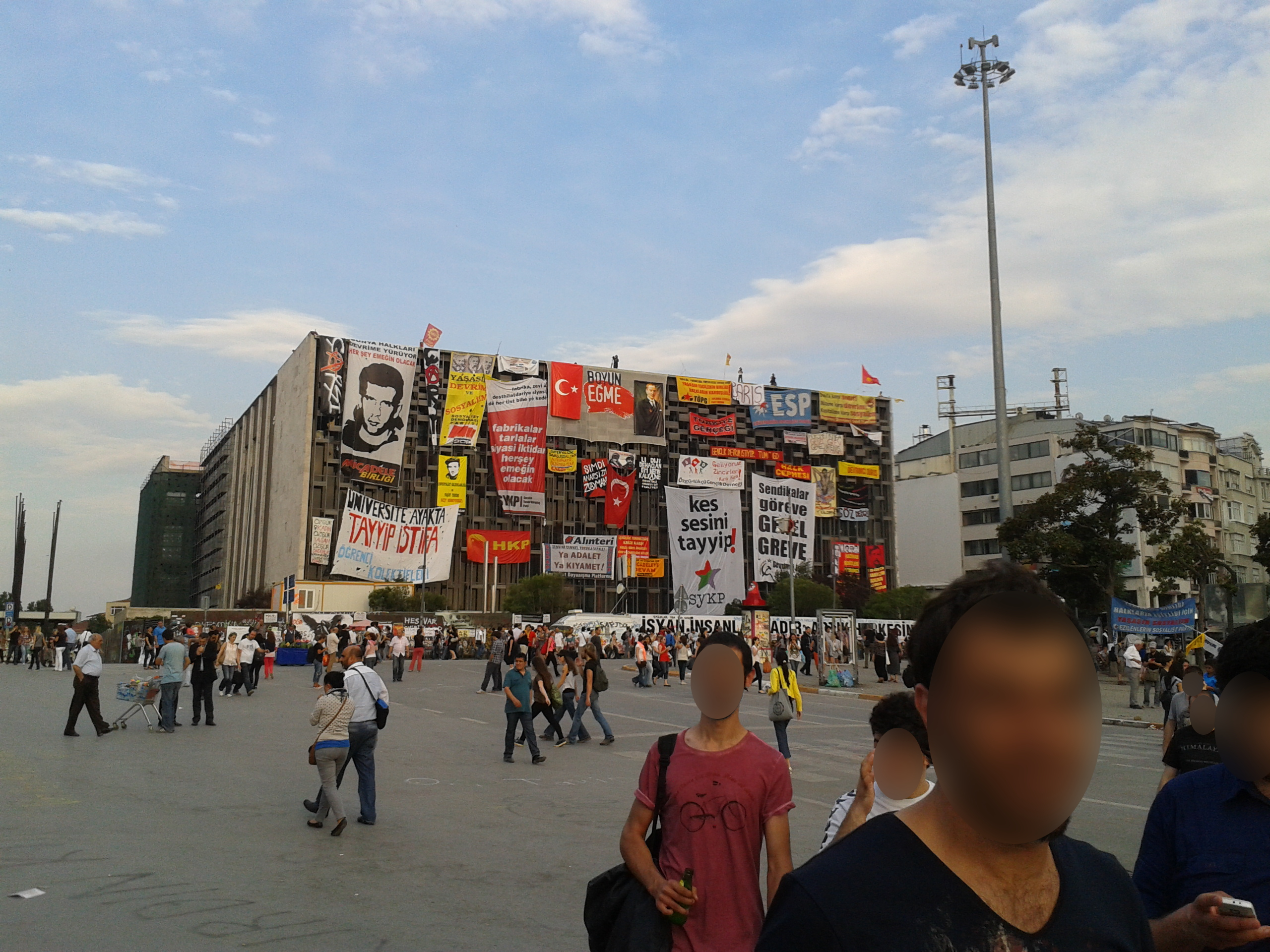
Altes Atatürk-Kulturzentrum mit Protestbannern, Juni 2013

Ein zweiter Anlauf wurde im Jahr 2012 genommen. Die Sabancı-Stiftung hatte im Februar zugesichert, 30 Millionen TRY unter der Bedingung beizusteuern, dass die Arbeiten spätestens in einem Jahr beginnen. Tatsächlich begannen die Abbrucharbeiten im Juli des Jahres. Geplant war, das Gerüst des Gebäudes stehen zu lassen und nur die Fassade und den Innenbereich zu erneuern. Einen Monat nach Beginn der Bauarbeiten wurde festgestellt, dass das Gebäude in einem deutlich schlechteren Zustand war, als man es vorher angenommen hatte. Der Umbau ließ sich so nicht wie geplant umsetzen. Durch die Gezi-Park-Proteste 2013 und den Putschversuch des 15. Juli 2016 kamen die Bauarbeiten wiederum zum Erliegen.

### Erfolgreicher dritter Anlauf (seit 2017)
Am 6. November 2017 gab Recep Tayyip Erdoğan bei einer Veranstaltung zum neuen Atatürk-Kulturzentrum Einzelheiten zum Projekt bekannt und bedauerte, dass „ein für die Türkei vor 10 Jahren nötiges Projekt erst heute realisiert werden“ könne. Das Areal des bestehenden Kulturzentrums sowie angrenzende Parzellen des libyschen Konsulats wurden von der Großstadtkommune Istanbul an das Ministerium für Kultur und Tourismus übergeben. Die Pläne für das neue Gebäude entwarf Murat Tabanlıoğlu, sein Vater Hayati Tabanlıoğlu hatte das alte Atatürk-Kulturzentrum gebaut. Am 13. Februar 2018 begannen die Abbrucharbeiten. Dabei wurde auch vorsichtig das vorhandene Asbest entfernt. Fast genau ein Jahr später waren die Abbrucharbeiten beendet. Der Spatenstich für den Neubau erfolgte am 10. Februar 2019.

## Neubau

Logo des AKM

Das neue Atatürk-Kulturzentrum besteht aus mehreren Teilen.

### Opernsaal
Der erste Teil wird Opera Salonu (Opernsaal) genannt. Der Name wurde vom alten Atatürk-Kulturzentrum übernommen. Neben Opern finden dort auch Konzerte statt. Dieser Teil sieht fast wie das alte Atatürk-Kulturzentrum aus. Anstelle der schmiedeeisernen Fassaden des Vorgängerbaus soll einer der größten Bildschirme der Welt das Geschehen der Opernbühne auf den Taksim-Platz ausstrahlen. Der Kubus wird mit Naturstein verkleidet – innen wie außen.
Darin befindet sich der größte Saal mit Platz für bis zu 2500 Personen. Dieser Saal ist von einer tiefroten, runden Schale umgeben. Die rote Kugel soll das neue Markenzeichen des Gebäudes sein und auch von außen sichtbar. Daneben gibt es ein Restaurant, das Gerichte aus der türkischen Küche anbietet.

### Kunstgalerie
Der Architekt Murat Tabanlıoğlu dockte eine ganze Kulturmeile an das Hauptgebäude an. Vom Taksim-Platz aus zunächst nur über einen schwebenden Anbau sichtbar, erstreckt sich hinter der historischen Bebauung des Platzes ein breit abgetreppter Gebäudekomplex. Zwischen dem ersten Anbau und dem Opera Salonu befindet sich die Sanat Galerisi (Kunstgalerie). Dort können Künstler Ateliers mieten, außerdem gibt es Werkräume, einen Shop und ein Café.

### Theatersaal
Der erste Anbau wird Tiyatro Salonu (Theatersaal) genannt, in dem das Staatstheater (Devlet tiyatrosu) untergebracht ist. Es erhielt zwei Säle mit 800 und 200 Sitzen und fünf kleine Säle für 100 Personen. Die Säle können für Proben oder von kleineren Vereinen genutzt werden. Im Erdgeschoss wurden Räume für die türkische Marmorierkunst Ebru angelegt.

### Mehrzwecksalon
Der zweite Anbau bekam drei Mehrzwecksäle und neun Sitzungszimmer. Er wurde durch ein Café ergänzt.

### Ausstellungssaal
Der letzte und kleinste Teil ist der Sergi Salonu (Ausstellungssaal). Das Gebäude beherbergt die größte Bibliothek Istanbuls. Daneben gibt es fünf große Ausstellungsräume. Auch eine Musikschule entstand dort. Auf dem Dach des Gebäudes gibt es ein Café.

### Restaurant und Café
Die Meile wurde mit einem Gebäude abgerundet, das im Obergeschoss ein größeres Restaurant und im Untergeschoss ein Café erhielt.